# 松岡大智
松岡 大智（まつおか だいち、1999年1月23日 - ）は、富山県出身のプロサッカー選手。Jリーグ・カターレ富山所属。ポジションはミッドフィールダー。

## 略歴
中学時代は地元カターレ富山のアカデミーに所属していたが、高校時代にセレッソ大阪のアカデミーに移籍。U-18チームに所属していた2016年3月、チームメイト8名と共に2種登録選手としてトップチームに登録された。6月12日、J3第12節のセレッソ大阪U-23対カターレ富山の試合に出場しJリーグデビューを果たした。高校卒業後はセレッソ大阪のトップチームに昇格できず、国士舘大学に進学。
2020年11月10日、2021年シーズンからのカターレ富山加入内定が発表された。

## 所属クラブ
- JKキッズなめりかわ
- 2011年 - 2013年 カターレ富山U-15
- 2014年 - 2016年 セレッソ大阪U-18
  - 2016年  セレッソ大阪（2種登録選手）
- 2017年 - 2020年 国士舘大学
- 2021年 -  カターレ富山

## 個人成績
| 国内大会個人成績 | 国内大会個人成績 | 国内大会個人成績 | 国内大会個人成績 | 国内大会個人成績 | 国内大会個人成績 | 国内大会個人成績 | 国内大会個人成績 | 国内大会個人成績 | 国内大会個人成績 | 国内大会個人成績 | 国内大会個人成績 |
| 年度             | クラブ           | 背番号           | リーグ           | リーグ戦         | リーグ戦         | リーグ杯         | リーグ杯         | オープン杯       | オープン杯       | 期間通算         | 期間通算         |
| 年度             | クラブ           | 背番号           | リーグ           | 出場             | 得点             | 出場             | 得点             | 出場             | 得点             | 出場             | 得点             |
| 日本             | 日本             | 日本             | 日本             | リーグ戦         | リーグ戦         | リーグ杯         | リーグ杯         | 天皇杯           | 天皇杯           | 期間通算         | 期間通算         |
| ---------------- | ---------------- | ---------------- | ---------------- | ---------------- | ---------------- | ---------------- | ---------------- | ---------------- | ---------------- | ---------------- | ---------------- |
| 2016             | C大23            | -                | J3               | 1                | 0                | -                | -                | -                | -                | 1                | 0                |
| 2021             | 富山             | 15               | J3               | 5                | 0                | -                | -                | 1                | 1                | 6                | 1                |
| 2022             | 富山             | 14               | J3               | 20               | 1                | -                | -                | 1                | 0                | 21               | 1                |
| 2023             | 富山             | 8                | J3               | 37               | 3                | -                | -                | 2                | 2                | 39               | 5                |
| 2024             | 富山             | 8                | J3               | 33               | 4                | 5                | 0                | 2                | 0                | 40               | 4                |
| 2025             | 富山             | 8                | J2               |                  |                  |                  |                  |                  |                  |                  |                  |
| 通算             | 日本             | 日本             | J3               | 96               | 8                | 5                | 0                | 6                | 3                | 107              | 11               |
| 総通算           | 総通算           | 総通算           | 総通算           | 96               | 8                | 5                | 0                | 6                | 3                | 107              | 11               |

- 2016年は2種登録選手（トップチームの出場なし）

出場歴
- Jリーグ初出場 - 2016年6月12日 J3第12節 カターレ富山戦 (富山県総合運動公園陸上競技場)
- Jリーグ初得点 - 2022年9月25日 J3第26節 カマタマーレ讃岐戦 (Pikaraスタジアム)